# Drusilla serrulae
Drusilla serrulae (лат.) — вид жуков-стафилинид рода Drusilla из подсемейства Aleocharinae.

## Распространение
Юго-Восточная Азия: Сабах (остров Калимантан, Малайзия).

## Описание
Мелкие коротконадкрылые жуки, длина около 5 мм. Передняя часть тела слегка блестящая, брюшко блестящее. Тело коричневое, брюшко красноватое, третий-пятый свободные тергиты брюшка коричневые, усики черновато-коричневые с двумя базальными члениками и основанием третьего желтовато-красные, ноги желтовато-красные. Второй членик усика короче первого, третий длиннее второго, четвёртый-десятый поперечные. Глаза длиннее заглазничной области, если смотреть сверху. Сетчатость передней части тела очевидна, брюшко поперечное и хорошо заметное. Пунктировка головы и брюшка очень поверхностная и частая, на лбу отсутствует. Сильная грануляция, более плотная в срединно-затылочной области. Грануляция переднеспинки и надкрылий плотная и отчетливая, более выступающая у шва надкрылий. Между антеннами имеется выступающее возвышение. На переднеспинке имеется тонкая срединная бороздка. Пятый свободный тергит брюшка самца с двумя крупными задними срединными точками, расположенными по поперечной линии. Антенны относительно длинные. Переднеспинка длиннее ширины, с широкой центральной бороздкой. Голова относительно небольшая и округлая, с чётко выраженной шеей и с очень коротким затылочным швом, оканчивающимся проксимальнее щеки.

## Систематика
Вид был впервые описан в 2014 году итальянским энтомологом Роберто Пачэ (1935—2017). Новый вид также похож на Drusilla operosa с Борнео. Однако у нового вида четвёртый членик усика поперечный, тогда как у D. operosa длина его больше ширины. Промежуточная часть сперматеки между дистальной и проксимальной луковицами у нового вида короткая (0,07 мм), тогда как у D. operosa она составляет 0,12 мм. Вид и род относят к подтрибе Myrmedoniina в составе трибы Lomechusini.